# La Volonté de bonheur
La Volonté de bonheur (en allemand Der Wille zum Glück) est une nouvelle écrite par Thomas Mann et parue en août 1896 dans la revue Simplicissimus.

## Résumé
Paolo Hofmann, un ami d'enfance du narrateur, est un jeune peintre gravement malade du cœur lorsqu'il tombe amoureux d'une baronnesse de dix-neuf ans nommée Ada von Stein, fille du baron chez qui il loge à Munich. Après lui avoir fait la cour, il demande sa main à son père. Ce dernier refuse en raison de la maladie qui condamne jeune homme à une courte vie, préférant pour sa fille un mariage d'une plus grande durée, et renvoie aussitôt Paolo. Le narrateur rencontre par la suite Ada qui lui déclare vouloir passer vie auprès d'aucun autre homme que Paolo. Cinq ans passent sans aucune nouvelle de ce dernier quand, par hasard à Rome, les deux amis d'enfance se retrouvent. Quelques semaines plus tard, une lettre du baron von Stein destinée à Paolo l'informe que ce dernier revient sur sa décision et accepte le mariage, au vu du refus de sa fille à tout autre homme. Profitant de leurs derniers instants à Rome avant de retourner à Munich pour le mariage, ils se rendent à la fontaine de Trevi. Là, Paolo souhaite boire l'eau de la fontaine mais au moment de tendre un verre à sa bouche, un éclair jaillit du ciel et Paolo lâche le verre qui se brise, comme un symbole du bonheur recherché toute sa vie par Paolo mais qui se révèle impossible. En effet, avant la fin de sa nuit de noces, Paolo meurt de sa maladie laissant Ada veuve à peine mariée.

## Principaux personnages
- Le narrateur
- Paolo Hofmann
- le Baron von Stein
- Ada von Stein